# Shavo Odadjian
Shavarsh "Shavo" Odadjian (armênio: Շավարշ "Շավո" Օդաջյան; Erevã, 22 de abril de 1974) é um músico armênio-americano, mais conhecido como baixista da banda de heavy metal System of a Down. Ele também toca baixo em um grupo de trap chamado North Kingsley.
Durante o hiato da banda de 2006 a 2010, Odadjian colaborou com o fundador do Wu-Tang Clan, RZA, em um projeto chamado AcHoZeN, que contribuiu com várias músicas para o filme Babylon AD. Um álbum de compilação foi lançado em 2015. Odadjian também é creditado com a trilha sonora do filme, ao lado de The RZA e Hans Zimmer.

## Vida pregressa
Odadjian nasceu em Erevã, RSS da Armênia, União Soviética. Ele se mudou para Los Angeles aos cinco anos de idade e frequentou a Escola Elementar Alex Pilibos, uma escola paroquial armênia, junto com os futuros companheiros de banda Daron Malakian e Serj Tankian.
Durante sua juventude, Odadjian afirmou que passava a maior parte do tempo andando de skate e ouvindo punk rock e heavy metal. Entre outros, ele credita Dead Kennedys, Slayer, Black Sabbath e Metallica como suas bandas favoritas e a influência mais substancial em seu desenvolvimento musical e carreira.

## Carreira

### System Of a Down

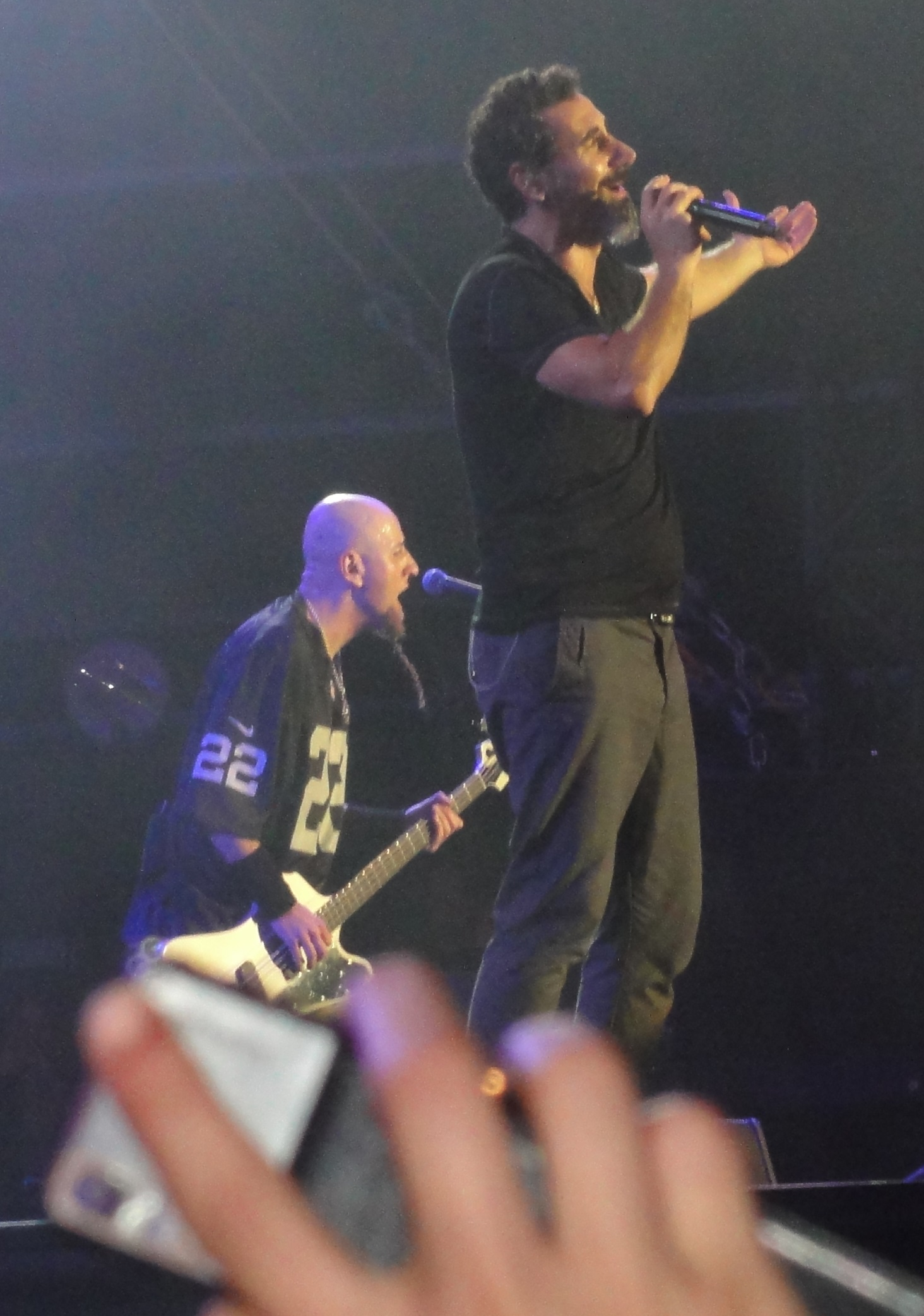
Odadjian (à esquerda) com Serj Tankian em 2013 no show do System Of a Down em Paris

Enquanto frequentava a faculdade (com especialização em Psicologia e especialização em Arte) e trabalhava em um banco, Odadjian começou a administrar o Soil – a banda da qual Daron Malakian e Serj Tankian faziam parte em 1993. Odadjian os conheceu em um estúdio de gravação, onde estava ensaiando.  Os dois membros pediram ajuda a ele, e ele se tornou o empresário da banda. Odadjian disse em uma entrevista inicial que garantir o primeiro show local do System foi uma luta:
"Eu estava gerenciando a banda e não tínhamos uma demo [fita], não tínhamos dinheiro, mas queríamos fazer um show. Eu estava trabalhando no banco e entre as transferências eletrônicas, eu ligava para o Roxy . 'Ei, você pode nos dar um show, cara? Eddie, nos dê um show.' Ele dizia, 'Eu preciso de uma demo tape, não posso simplesmente te dar um show.' Em cinco minutos, eu ligava novamente. Um dia o Roxy simplesmente explodiu e disse, 'Tudo bem! Vão vender 75 ingressos.' Nós vendemos 150."
Em 1995, Odadjian se tornou o baixista permanente da banda. Eles se autodenominaram System of a Down, em homenagem a um poema escrito pelo colega de banda Daron Malakian intitulado "Victims of a Down". Odadjian não gostava de ser rotulado como "Victims" e achava que a palavra "System" atraía um público muito mais amplo. A banda declarou que também queria que seus CDs fossem colocados nas lojas ao lado de sua banda favorita, Slayer. Foi nessa época que Odadjian passou suas responsabilidades gerenciais originais para a Velvet Hammer Music. Seu primeiro lançamento foi intitulado "Sugar". Logo depois, o baterista Andy Khachaturian se juntou à banda, mas foi substituído em 1997 pelo atual baterista John Dolmayan devido a uma lesão na mão.
Odadjian toca baixo no System of a Down, e também faz backing vocals ao vivo. Seu estilo usual de tocar baixo é com uma palheta, embora ele também tenha sido visto dedilhando durante certas músicas. Odadjian é creditado por escrever canções notáveis do System of a Down, entre elas "Toxicity", "Sugar", "Jet Pilot", "Bounce", "Mind", "Dreaming" e "U-Fig". Ele dirigiu a maioria dos videoclipes da banda e é responsável pelo design de palco e iluminação de cada uma de suas apresentações ao vivo.

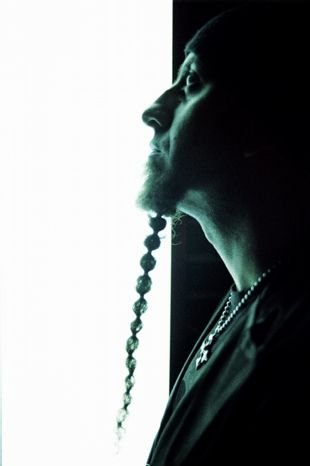
Barba característica de Odadjian

Em 21 de outubro de 2001, durante um show em Grand Rapids, Michigan, onde o System of a Down era a atração principal com Slipknot, Odadjian foi agredido, discriminado racialmente e escoltado para fora da Van Andel Arena por seguranças quando tentou entrar nos bastidores. Ele entrou com uma ação judicial em março de 2003.
Fisicamente, Odadjian chama a atenção por sua barba notoriamente escamosa e trançada, e bracelete de braço com pontas. Particularmente, a barba de Odadjian rapidamente se tornou parte de seu visual característico.
Comentando sobre a reputação do System of a Down por letras mordazes, social e politicamente carregadas, Odadjian rejeitou o rótulo do System of a Down como uma "banda política" em entrevistas. Ele declarou:
"Não somos uma banda política. [...] Somos uma banda de vida. No mundo em que vivemos hoje, a política desempenha um papel importante em todas as nossas vidas, então é claro que vamos falar sobre política, mas também falamos sobre sexo, drogas, risos, choro e tristeza e morte e vida, incluindo política... Se você escrever uma música sobre Nova Orleans porque a ajuda de seu próprio país não chegou a eles por quatro dias, você vai falar sobre isso. Isso é algo forte. Isso é enorme, isso é grande, isso está acontecendo agora. Mas isso não nos torna uma banda que aumenta a conscientização sobre certas questões.
A banda ficou em hiato entre 2006 e 2010, com os membros do grupo focando em projetos externos. Em 23 de novembro de 2010, o System divulgou uma declaração oficial declarando que eles tocariam em vários festivais europeus em 2011, e eles fizeram vários shows no oeste da América do Norte também.

## Discografia
| - 1998 - System of a Down - 2001 - Toxicity - 2002 - Steal This Album! - 2005 - Mezmerize - 2005 - Hypnotize North Kingsley - "Like That" single (single, 2020) - Vol. 1 (EP, 2020) - Vol. 2 (EP, 2020) George Clinton - George Clinton and His Gangsters of Love (2008) Seven Hours After Violet - Seven Hours After Violet (2024) |

## Prêmios
- Em 2002, o System of a Down foi indicado ao Grammy de Melhor Performance de Metal por sua música Chop Suey!, mas perdeu para Schism , do Tool
- Em 2003, o System of a Down foi indicado ao Grammy de Melhor Performance de Hard Rock por Aerials, mas perdeu para All My Life do Foo Fighters
- Em 2005, System of a Down ganhou o prêmio de Melhor Ato Alternativo no Europe Music Awards
- Em 2006, o System of a Down ganhou seu primeiro Grammy de Melhor Performance de Hard Rock por BYOB
- Em 2006, o System of a Down ganhou o "MTV Good Woodie Award" por sua música Question!
- Em 2006, a música Toxicity do System of a Down ficou em 14º lugar na lista das 40 melhores músicas de metal da VH1
- Em 2007, o System of a Down foi indicado ao Grammy de Melhor Performance de Hard Rock por sua música Lonely Day , mas perdeu para Woman, do Wolfmother.